# Legislatura di Guam
La Legislatura di Guam è il ramo legislativo di Guam, avente le facoltà di Assemblea legislativa territoriale.
Essa, composta da 15 membri aventi mandato biennale, è stata istituita nel 1950 quando il Congresso degli Stati Uniti, su cui ricade l’obbligo di determinare la disciplina del territorio, emanando il Guam Organic Act of 1950 ha conferito alcune competenze e margini di autogoverno al territorio, sostituendo la precedente amministrazione militare della Marina degli Stati Uniti. Poiché tuttavia esso non è uno Stato federato, e dunque la sua sovranità non è riconosciuta intrinsecamente, tale organo (e l’intero territorio) sono sotto la diretta supervisione del Congresso degli Stati Uniti e pertanto le risoluzioni del Consiglio possono essere esaminate dal Congresso, che può opporsi e addirittura alterare in toto la disciplina delle competenze conferite.
L’organo, ai sensi della legislazione di autonomia, si interfaccia anche con la figura del Governatore che, eletto dai cittadini, rappresenta il Potere esecutivo al pari degli altri Stati e della Federazione.